# Michaël Bosqui
Michaël Bosqui (* 2. Februar 1990) ist ein französischer Fußballspieler.

## Karriere
Bosqui spielte in seiner Jugendzeit zunächst bei zwei Vereinen aus Martigues und dann bei einem aus Gignac-la-Nerthe. Von 2011 bis 2012 lief er für einen Sechstligisten aus Fos-sur-Mer auf. Dank einer Empfehlung seiner dortigen Trainer konnte er im Sommer 2012 zum nahegelegenen Zweitligaverein FC Istres wechseln. Obwohl er zuerst im Kader der Reserve stand, gelang ihm am 1. Februar 2013 beim 0:0 gegen den SCO Angers sein Zweitligadebüt. Im selben Monat unterzeichnete er für den Verein seinen ersten Profivertrag. Im Verlauf der Spielzeit 2013/14 avancierte er zum Stammspieler, auch wenn er nicht völlig unumstritten gesetzt war. Am Saisonende musste er allerdings den Abstieg in die Drittklassigkeit hinnehmen.